# George I van Georgië
George I (Georgisch: გიორგი I) (998 of 1002 - 16 augustus 1027), uit het huis Bagrationi, was koning van Georgië vanaf 1014 tot aan zijn dood in 1027. Hij bracht het grootste deel van zijn zeven jaar lange regeerperiode in het voeren van een bloedige en vruchteloze territoriale oorlog met het Byzantijnse Rijk.

## Huwelijken en kinderen
George is was tweemaal getrouwd geweest - eerst met de Armeense prinses Mariam van Vaspurakan met wie hij een zoon kreeg Bagrat IV en dochters: Guarandukht, Marta en Kata; zijn tweede vrouw was Alde van Alanië en hun zoon was Prins Demetre van Georgië.